# Kazakhstan Airlines
Kazakhstan airlines — казахстанская авиакомпания, служившая национальным флагманским авиаперевозчиком страны с момента обретения ею независимости в 1991 году до 1996 года. После катастрофы, связанной с авиакатастрофой в воздухе Чархи-Дадри, «Kazakhstan Airlines» прекратили свою деятельность, и её роль флагманского перевозчика была передана авиакомпании Air Kazakhstan.

## История
в 1991 году подразделение государственной авиакомпании «Аэрофлот» казахстанское УГА было преобразовано в «Kazakhstan Airlines», а в 1992 году были открыты регулярные рейсы из хаба в международном аэропорту Алматы. после катастрофы, которая произошла 12 ноября 1996 года и привела к гибели 349 человек, что стало одной из самых смертоносных авиакатастроф в истории. Самолёт Ил-76 «Казахстанских авиалиний», выполнявший рейс 1907, столкнулся с Боингом 747-100B авиакомпании Saudi Arabian Airlines. Расследование катастрофы показало, что пилоты рейса 1907 снизились с заданной высоты, что было связано с плохой подготовкой и недостаточным знанием английского языка. В результате правительство Казахстана объявило авиакомпанию «Казахстанские авиалинии» банкротом, передав свои активы вновь созданной авиакомпании « Эйр Казахстан».

## Флот[1]
| Самолёт      | Количество | Фото | Примечание             |
| ------------ | ---------- | ---- | ---------------------- |
| Ил-76        | н/д        |      | Борт UN-76435 разбился |
| Ил-86        | н/д        |      |                        |
| Ту-154       | н/д        |      | Борт UN-85455 разбился |
| Як-40        | н/д        |      | Борт UN-88181 разбился |
| Як-42        | н/д        |      |                        |
| Ил-18        | н/д        |      |                        |
| Boeing 757   | н/д        |      |                        |
| Boeing 747SP | н/д        |      |                        |
| Ан-24        | н/д        |      | Борт UN-47710 разбился |

## Аварии и происшествия
16 января 1993 года самолёт Ан-24 (зарегистрированный UN-46478) с девятнадцатью пассажирами и четырьмя членами экипажа совершил аварийную посадку в аэропорту Костанай . При подлете к аэропорту отказал двигатель левого крыла. Пилотам не удалось правильно выровнять самолёт по взлетно-посадочной полосе и не выполнить уход на второй круг, в результате чего самолёт ударился о землю в 162 метрах от порога взлетно-посадочной полосы.
- 21 января 1995 года Ту-154 (зарегистрированный UN-85455) пролетел мимо взлетно-посадочной полосы во время попытки взлета в международном аэропорту Карачи . На борту находились 105 пассажиров и пять членов экипажа, а перегрузка самолёта составила шесть тонн.
- Несколько месяцев спустя, 13 апреля 1995 года, Як-40 (зарегистрированный UN-88181) вылетел за пределы взлетно-посадочной полосы в аэропорту Тараз во время посадки при боковом ветре . Самолёт с 28 пассажирами и тремя членами экипажа на борту врезался в бетонный барьер.
- Ещё в 1995 году, 1 ноября, самолёт Ан-24 (зарегистрированный UN-47710) приземлился на поле в 1100 метрах от порога взлетно-посадочной полосы аэропорта Шымкента в результате неудачной попытки приземления. Самолёт выполнял тренировочный полет с четырьмя членами экипажа на борту.
- 12 ноября 1996 г. самолёт Ил-76 , следовавший из Шымкента , Казахстан, в Дели, столкнулись над селом Чархи-Дадри, примерно в 100 км (62 миль; 54 миль) к западу от Дели. В результате крушения погибли все 349 человек, находившиеся на борту обоих самолётов, что сделало это самое смертоносное столкновение в воздухе в мире и самую смертоносную авиационную катастрофу, когда-либо произошедшую в Индии . Причиной катастрофы стал отказ казахстанского экипажа поддерживать правильную высоту из-за запутанного диалога с вышкой, передаваемого через радиста. Кроме того, вылетающие и прибывающие самолёты использовали один коридор в гражданском воздушном пространстве вокруг Нью-Дели.

## См.также
- Список авиакомпаний Казахстана